# Gmina Vau i Dejës
Gmina Vau i Dejës - (alb. Bashkia Vau i Dejës) – gmina miejska w Albanii, w okręgu Szkodra, obwodzie Szkodra, nad rzekami Drin i Gjadri. W 2008 r. gmina liczyła 12 312 mieszkańców. W 2012 liczba mieszkańców wzrosła do 12882. Siedziba rzymskokatolickiej diecezji Sapa.